# De Brabantsche Huyck

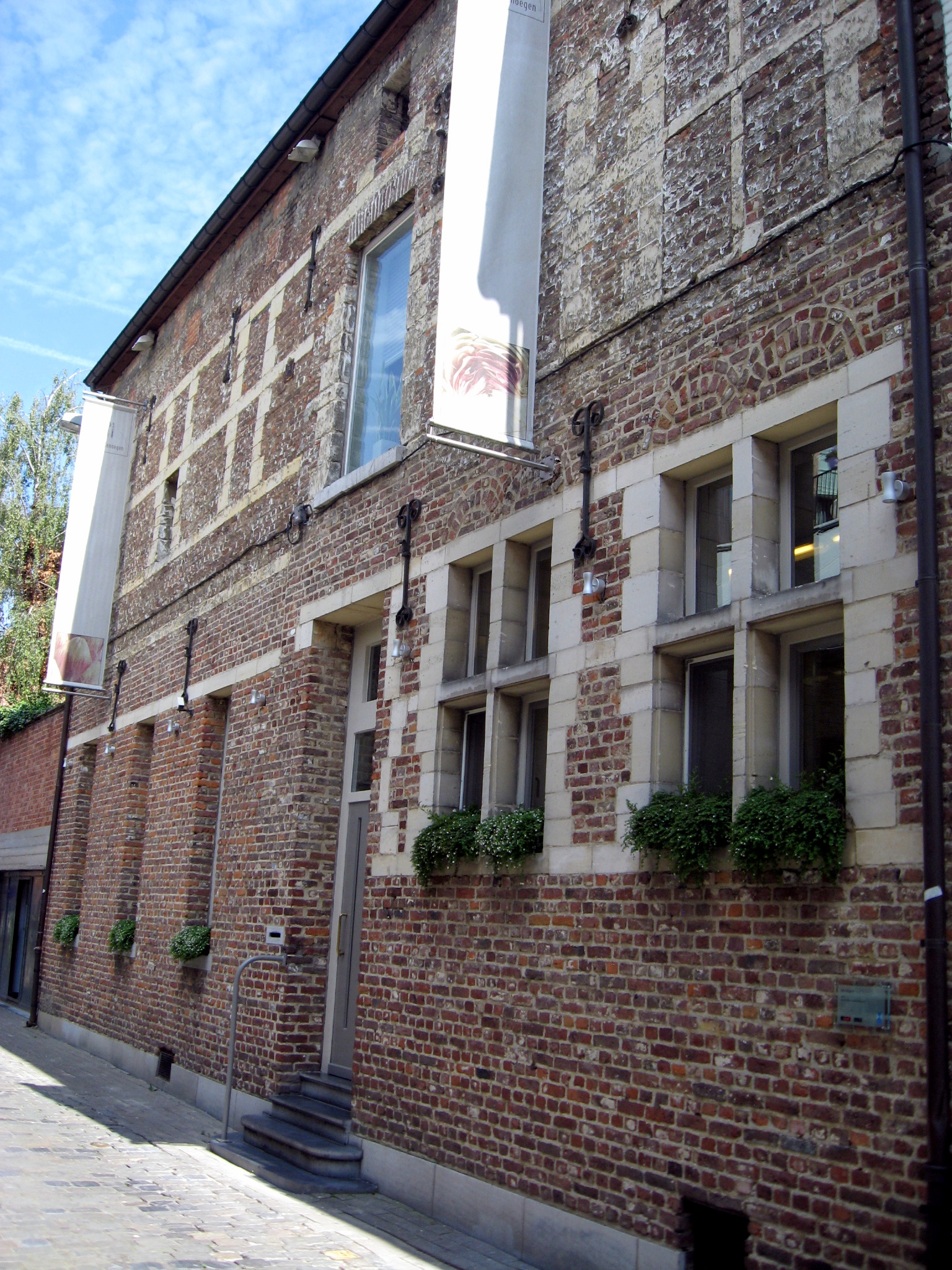
De Brabantsche Huyck

De Brabantsche Huyck is een gebouw aan de Raamstraat 3 te Hasselt.
Het bouwwerk kwam tot stand in 1652 en diende lange tijd als hospitaal voor ongeneeslijk zieke vrouwen.
Het bakstenen gebouw van drie verdiepingen heeft natuurstenen muurbanden en gevelomlijstingen. De vensters op de benedenverdieping werden in de 19e eeuw aangebracht. De meeste vensters op de eerste verdieping werden toen dichtgemetseld. De voorgevel werd toen verplaatst naar de Zuivelmarkt.
Het gebouw werd in 1980 geklasseerd als monument.